# کوین فدرلاین
کوین فدرلین (انگلیسی: Kevin Federline؛ زادهٔ ۲۱ مارس ۱۹۷۸) یک خواننده اهل ایالات متحده آمریکا است. او بابت ازدواج دوساله با هنرمند آمریکایی بریتنی اسپیرز که در پی آن مشکلات حضانت فرزندانشان را داشت، شناخته شد.
از فیلم‌ها یا برنامه‌های تلویزیونی که وی در آن نقش داشته‌است می‌توان به بریتنی و کوین: هرج و مرج اشاره کرد.